# Gilles Biron
Gilles Biron (* 13. April 1995 in Schœlcher) ist ein französischer Leichtathlet aus Martinique, der sich auf den Sprint spezialisiert hat.

## Sportliche Laufbahn
Erste internationale Erfahrungen sammelte Gilles Biron bei den CARIFTA-Games 2014 in Fort-de-France, bei denen er im 800-Meter-Lauf mit 1:58,37 min in der Vorrunde ausschied. 2017 erreichte er dann bei den U23-Europameisterschaften in Bydgoszcz das Halbfinale im 400-Meter-Lauf und schied dort mit 46,56 s aus, während er mit der französischen 4-mal-400-Meter-Staffel in 3:05,24 min die Bronzemedaille hinter den Teams aus dem Vereinigten Königreich und Polen gewann. Bei den World Athletics Relays 2021 im polnischen Chorzów belegte er in 3:06,16 min den siebten Platz in der 4-mal-400-Meter-Staffel. Anschließend nahm er mit der Staffel an den Olympischen Sommerspielen in Tokio teil und verpasste dort mit 3:00,81 min den Finaleinzug. 2022 schied er bei den Europameisterschaften in München mit 45,75 s im Halbfinale über 400 Meter aus und gewann mit der Staffel in 2:59,64 min gemeinsam mit Loïc Prévot, Téo Andant und Thomas Jordier die Bronzemedaille hinter den Teams aus dem Vereinigten Königreich und Belgien.
2023 schied er bei den Halleneuropameisterschaften in Istanbul mit 46,71 s im Halbfinale über 400 Meter aus und gewann in der 4-mal-400-Meter-Staffel in 3:06,52 min gemeinsam mit Téo Andant, Victor Coroller und Muhammad Kounta die Silbermedaille hinter dem belgischen Team. Ende März siegte er in 46,5 s über 400 Meter beim Grand Prix International de Douala und im Juni wurde er bei der 1. Liga der Team-Europameisterschaft im Zuge der Europaspiele in Chorzów in 3:13,36 min Zweiter im A-Lauf in der Mixed-Staffel. Kurz darauf gewann er bei den Zentralamerika- und Karibikspielen in San Salvador für Martinique in 45,06 s die Bronzemedaille über 400 Meter hinter Jereem Richards aus Trinidad und Tobago und dem Lucianer Michael Joseph. Im August belegte er bei den Weltmeisterschaften in Budapest in 3:12,99 min den vierten Platz in der Mixed-Staffel und sicherte sich mit der Männerstaffel in 2:58,45 min gemeinsam mit Ludvy Vaillant, David Sombé und Téo Andant die Silbermedaille hinter den Vereinigten Staaten und stellte mit dieser Zeit einen neuen Landesrekord auf. Bei den World Athletics Relays 2024 in Nassau wurde er in 3:02,44 min Dritter im C-Lauf in der 2. Qualifikationsrunde über 4-mal 400 Meter für die Olympischen Spiele in Paris und verpasste somit eine Direktqualifikation und auch in der Mixed-Staffel verpasste er die Olympiaqualifikation. Anschließend schied er bei den Europameisterschaften in Rom mit 45,91 s im Halbfinale über 400 Meter aus und belegte mit der Männerstaffel in 3:01,43 min den vierten Platz. Im August schied er bei den Olympischen Sommerspielen in Paris mit 45,87 s in der Hoffnungsrunde über 400 Meter aus und gelangte mit der Staffel mit 3:07,30 min im Finale auf Rang neun.
2021 wurde Biron französischer Meister im 400-Meter-Lauf im Freien sowie 2023 in der Halle.

## Persönliche Bestleistungen
- 400 Meter: 45,05 s, 4. Juli 2023 in San Salvador
  - 400 Meter (Halle): 46,11 s, 19. Februar 2023 in Aubière